# Maurice Fitzgibbon Grove-White
Sir Maurice Fitzgibbon Grove-White, britanski general, * 1887, † 1965.